# Disturbios raciales de Tulsa
La masacre racial de Tulsa (también llamada disturbio racial de Tulsa, la masacre de Greenwood o la masacre de Black Wall Street) del año 1921, tuvo lugar el 31 de mayo y el 1 de junio, cuando una turbamulta de residentes blancos atacaron a residentes y negocios negros del distrito de Greenwood en Tulsa, Oklahoma. Se lo considera «el peor incidente de violencia racial en la historia de los Estados Unidos». Se destruyeron más de 35 manzanas de edificios del distrito, en ese momento, de la comunidad negra más rica de los Estados Unidos, conocida como Black Wall Street.
Más de 800 personas ingresaron en hospitales y hasta 6.000 residentes negros fueron internados en grandes instalaciones, muchas durante varios días. La Oficina de Estadísticas Vitales de Oklahoma registró oficialmente 36 muertos, pero la Cruz Roja Americana se negó a proporcionar una estimación. Un examen de los eventos de la comisión estatal de 2001 pudo confirmar 36 muertos, 26 negros y 10 blancos, según informes de autopsias contemporáneos, certificados de defunción y otros registros. La comisión de los años 1990 dio estimaciones generales de 75-100 a 150-300 muertos.
La masacre comenzó el fin de semana del Día de los Caídos, después de que Dick Rowland, un limpiabotas negro, de 19 años, fuera acusado de agredir a Sarah Page, una ascensorista blanca de supuestamente 17 años (en realidad había nacido en 1899) del cercano edificio Drexel. El joven fue puesto bajo custodia. Una reunión posterior de blancos locales enojados fuera del juzgado donde se encontraba recluido Rowland, y la propagación de rumores de que había sido linchado, alarmó a la población negra local, algunos de los cuales llegaron armados al juzgado. Se realizaron disparos y murieron 12 personas: 10 blancas y 2 negras. A medida que la noticia de estas muertes se extendió por toda la ciudad, la violencia de la turba blanca explotó. Alborotadores blancos arrasaron el vecindario negro esa noche y la mañana siguiente, matando hombres y mujeres, quemando y saqueando tiendas y hogares, y solo alrededor del mediodía del día siguiente, las tropas de la Guardia Nacional de Oklahoma lograron controlar la situación al declarar la ley marcial. Alrededor de 10 000 personas negras se quedaron sin hogar, y el daño a la propiedad ascendió a más de $ 1,5 millones en bienes raíces y $ 750 000 en propiedad personal (equivalente a $ 32,25 millones en el año 2019). Sus propiedades nunca fueron recuperadas ni fueron compensados por ellas.
Muchos supervivientes dejaron Tulsa, mientras que los residentes blancos y negros que se quedaron en la ciudad guardaron silencio durante décadas sobre el terror, la violencia y las pérdidas de este evento. La masacre se omitió en gran medida de las historias locales, estatales y nacionales.
En el año 1996, setenta y cinco años después de la masacre, un grupo bipartidista en la legislatura estatal autorizó la formación de la Comisión de Oklahoma para estudiar los disturbios raciales de Tulsa de 1921. Se designaron miembros para investigar eventos, entrevistar a supervivientes, escuchar el testimonio del público y preparar un informe de los eventos. Hubo un esfuerzo hacia la educación pública sobre estos eventos a través del proceso. El informe final de la Comisión, publicado en el año 2001, no pudo establecer que la ciudad hubiera conspirado con la turba racista; sin embargo, recomendó un programa de reparaciones para los supervivientes y sus descendientes. El estado aprobó una ley para establecer algunas becas para descendientes de supervivientes, alentar el desarrollo económico de Greenwood y desarrollar un parque conmemorativo en Tulsa en memoria de las víctimas de la masacre. El parque se dedicó en el año 2010. En el año 2020, la masacre se convirtió en parte del plan de estudios de las escuelas de Oklahoma.

## Antecedentes
Como antecedentes contextuales, cabe citar el Verano Rojo de 1919 en Estados Unidos, que se caracterizó por repetidos conflictos raciales. Como antecedentes inmediatos, en la tarde del 30 de mayo de 1921, un joven afroamericano, Dick Rowland, fue denunciado ante la policía, acusado de atacar a una mujer blanca. En la mañana del día siguiente, 31 de mayo, Dick Rowland fue detenido. La repercusión del caso, y la existencia de tensiones previas, llevó a la concentración de grupos armados blancos y negros en torno al lugar en el que Rowland se encontraba detenido, muy próximo al distrito de Greenwood, a lo largo de la tarde del mismo día y al temor sobre un posible intento de linchamiento.
Se alega que, en algún momento alrededor de las 4:00 p. m., Dick Rowland, de 19 años, un limpiabotas negro empleado en una sala de billar de Main Street, ingresó en el único ascensor del cercano Edificio Drexel, en 319 South Main Street, para usar el baño del piso superior, que estaba restringido a personas negras. Se encontró con Sarah Page, una operadora de ascensor blanca, erróneamente presentada por la prensa como de 17 años, que estaba de servicio. Los dos probablemente se conocían al menos de vista, ya que este edificio era el único cercano con un baño que Rowland tenía permiso expreso para usar, y el ascensor operado por Page era el único en el edificio. Un empleado de Renberg's, una tienda de ropa en el primer piso del Drexel, escuchó lo que sonó como el grito de una mujer y vio a un joven negro salir corriendo del edificio. El empleado fue al ascensor y encontró a Page en un estado angustiado. Pensando que había sido agredida, convocó a las autoridades.

El Informe Final de la Comisión de Oklahoma del año 2001 señala que era inusual que tanto Rowland como Page estuvieran trabajando en el centro durante el Memorial Day, cuando la mayoría de las tiendas y negocios están cerrados. Sugiere que Rowland tuvo un accidente simple, como tropezarse y caer contra la chica, o tal vez tuvieran una pelea. 
Si, y en qué medida, Dick Rowland y Sarah Page se conocían ha sido durante mucho tiempo una especulación. Parece razonable que hubieran podido reconocerse al menos de vista, ya que Rowland habría subido regularmente en el elevador de Page en su camino hacia y desde el baño. Otros, sin embargo, han especulado que la pareja podrían haber sido amantes, un tabú peligroso y potencialmente mortal, pero no imposible. Ya sea que se conocieran o no, está claro que, tanto Dick Rowland como Sarah Page, estaban en el centro ese lunes festivo del 30 de mayo de 1921, aunque esto también es inusual. En el Día de los Caídos, la mayoría, pero no todas, las tiendas y negocios en Tulsa estaban cerrados. Sin embargo, tanto Rowland como Page aparentemente estaban trabajando ese día. Sin embargo, en los días y años que siguieron, muchos de los que conocieron a Dick Rowland estuvieron de acuerdo en una cosa: que nunca habría sido capaz de violar.
La explicación más probable es que Dick Rowland tropezó cuando subió al elevador y, mientras intentaba evitar su caída, se agarró al brazo de Sarah Page, quien gritó sorprendida.

## Desarrollo
Los tiroteos se iniciaron al caer la noche del 31 de mayo, hacia las 22:00 horas, mientras que los incendios se sucederían a partir de la medianoche, empezando los primeros a la una de la madrugada del ya 1 de junio. Durante las 16 horas del asalto, más de 800 personas fueron internadas en hospitales locales con heridas, y más de 6.000 habitantes de Greenwood fueron detenidos en tres instalaciones locales. Cerca de 10 000 afroamericanos fueron desalojados, y 35 manzanas compuestas de 1.256 residencias fueron destruidas por el fuego. El número oficial de muertos según el Departamento de Estadísticas Vitales de Oklahoma fue de 39, pero otras estimaciones de muertes entre la comunidad negra estadounidense apuntan a cerca de 300 muertos.
El estallido de los disturbios provocó la movilización de tropas. El Ayudante General de la Guardia Nacional, Charles Barrett, llegó hacia las 9:00 de la mañana del día 1 de junio con cerca de 109 soldados venidos de la capital del estado, Oklahoma City. Barrett también convocó refuerzos de varias otras ciudades de Oklahoma. A esas alturas del día, la mayoría de los ciudadanos afroamericanos supervivientes de los disturbios habían huido de la ciudad o estaban bajo custodia en los varios centros de detención. Las tropas declararon la ley marcial a las 11:49 de la mañana, y hacia el mediodía consiguieron suprimir la mayor parte de la violencia restante.

## Investigación
Con posterioridad, los eventos del motín fueron omitidos en la historia local y estatal; los disturbios raciales de Tulsa de 1921 se mencionaron raramente en los libros de texto de historia local. En 1996, la Asamblea Legislativa encargó una investigación sobre los hechos, lo que llevó a la creación de la Oklahoma Commission to Study the Tulsa Race Riot of 1921 en 1997. La investigación fue concluida en 2001,  al crearse la Tulsa Reparations Coalition. A partir de la misma, se aprobaron acciones compensadoras para los descendientes de las víctimas, y un parque memorial, terminado en 2010, dedicado a las víctimas de los incidentes.